# Pseudagapostemon pruinosus
Pseudagapostemon pruinosus là một loài Hymenoptera trong họ Halictidae. Loài này được Moure & Sakagami mô tả khoa học năm 1984.